# Gobitar 2006
Gobitar 2006 är ett studioalbum av det svenska dansbandet Matz Bladhs, släppt den 18 januari 2006. Det placerade sig som högst på 30:e plats på den svenska albumlistan.
Anders Engberg var producent och arrangör, och spelade alla saxofoner på albumet, då Matz Bladhs åren 2001-2008 var utan blåsare . Albumet innehåller även nyispelningar av låtar som "Regn", som Matz Blahds spelade in 1984, och "Aj aj aj", som Matz Blahds spelade in 1987. Det så kallade "syntblippet" i originalet av "Aj aj aj" ersattes av en elgitarrslinga .

## Låtlista
1. Varje natt varje dag
2. Regn
3. Vem får följa dig hem? (Who's Gonna Follow You Home?)
4. Jag trodde änglarna fanns
5. Där näckrosen blommar
6. En tår på min kind
7. Om du älskar av hela ditt hjärta
8. Ta emot min ring
9. Raring
10. Aj, aj, aj
11. När ditt hjärta slår för någon
12. Jag sluter ögonen
13. En härlig sommardag
14. Vindarna växlar
15. Always on My Mind
16. Johanna

## Listplaceringar
| Lista (2006) | Topplacering |
| ------------ | ------------ |
| Sverige      | 30           |